# Alfredo Ratti
Alfredo Ratti (fl. XX secolo) è stato un calciatore italiano, di ruolo centrocampista.
Era noto anche come Ratti II per distinguerlo da Carlo, anch'egli calciatore nel Brescia.

## Carriera
Debutta in Prima Divisione con il Brescia nel 1922-1923, disputando 17 gare in Prima Divisione e 8 gare in Divisione Nazionale fino al 1928. Fa il suo esordio con il Brescia a Genova il 15 ottobre 1922 in Andrea Doria-Brescia (2-1).